# Choerolophodon
Choerolophodon és un gènere extint de mamífers proboscidis de la família dels querolofodòntids que visqueren al Vell Món durant el Miocè, fa entre 7,2 i 20 milions d'anys. Se n'han trobat restes fòssils a Bulgària, Grècia, l'Iraq, Itàlia, Kenya, el Pakistan, Romania, Tunísia, Turquia i Ucraïna. Els ullals, que sortien del maxil·lar superior, eren llargs i corbs. El maxil·lar inferior era llarg, però no presentava dents incisives, una combinació inusual. Les dents molars eren de tipus trilofodont i bunodont. Els patrons de desgast dental fan pensar que les poblacions gregues eren brostejadores.